# Woodstock (Oxfordshire)
Woodstock é uma cidade mercantil e paróquia civil, 13 km a noroeste de Oxford, em West Oxfordshire, no condado de Oxfordshire, Inglaterra. O censo de 2021 registou uma população paroquial de 3.521,  acima dos 3.100 anteriores em 2011.
O Palácio de Blenheim, Patrimônio Mundial da UNESCO, fica próximo a Woodstock, na paróquia de Blenheim . Winston Churchill nasceu no palácio em 1874 e foi enterrado na vila vizinha de Bladon . Eduardo, filho mais velho do Rei Eduardo III e herdeiro aparente, nasceu em Woodstock Manor em 15 de junho de 1330. Durante sua vida, era comumente chamado de Eduardo de Woodstock, mas hoje é conhecido como o Príncipe Negro. No reinado da Rainha Maria I, a sua meia-irmã Elizabeth foi presa na portaria de Woodstock Manor.
O rio Glyme, num vale íngreme, divide a cidade em New e Old Woodstock.  A cidade tem dois subúrbios principais: Hensington ao sul e leste do centro da cidade, e Old Woodstock ao norte. Uma das principais atrações de Woodstock é, sem dúvida, o Palácio de Blenheim. O palácio, considerado Patrimônio Mundial da UNESCO , foi construído entre 1705 e 1722 como recompensa a John Churchill por suas vitórias militares contra a França . Em estilo barroco , é um dos poucos exemplos da fusão entre residência familiar, mausoléu e monumento nacional.
Winston Churchill , primeiro-ministro do Reino Unido de 1940 a 1945 e novamente de 1951 a 1955 , surge no Palácio de Blenheim em 1874

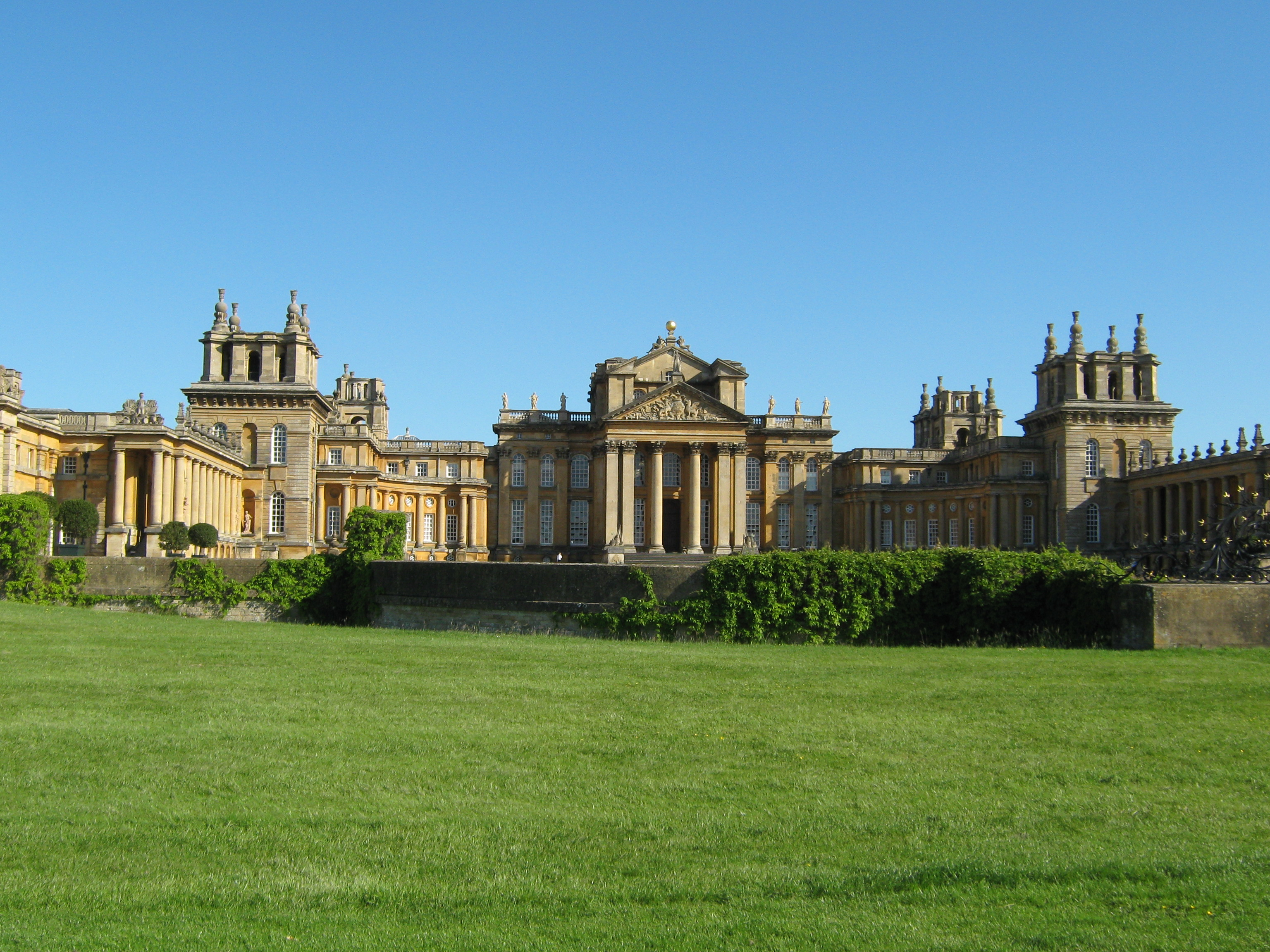
Fachada sul do Palácio de Blenheim

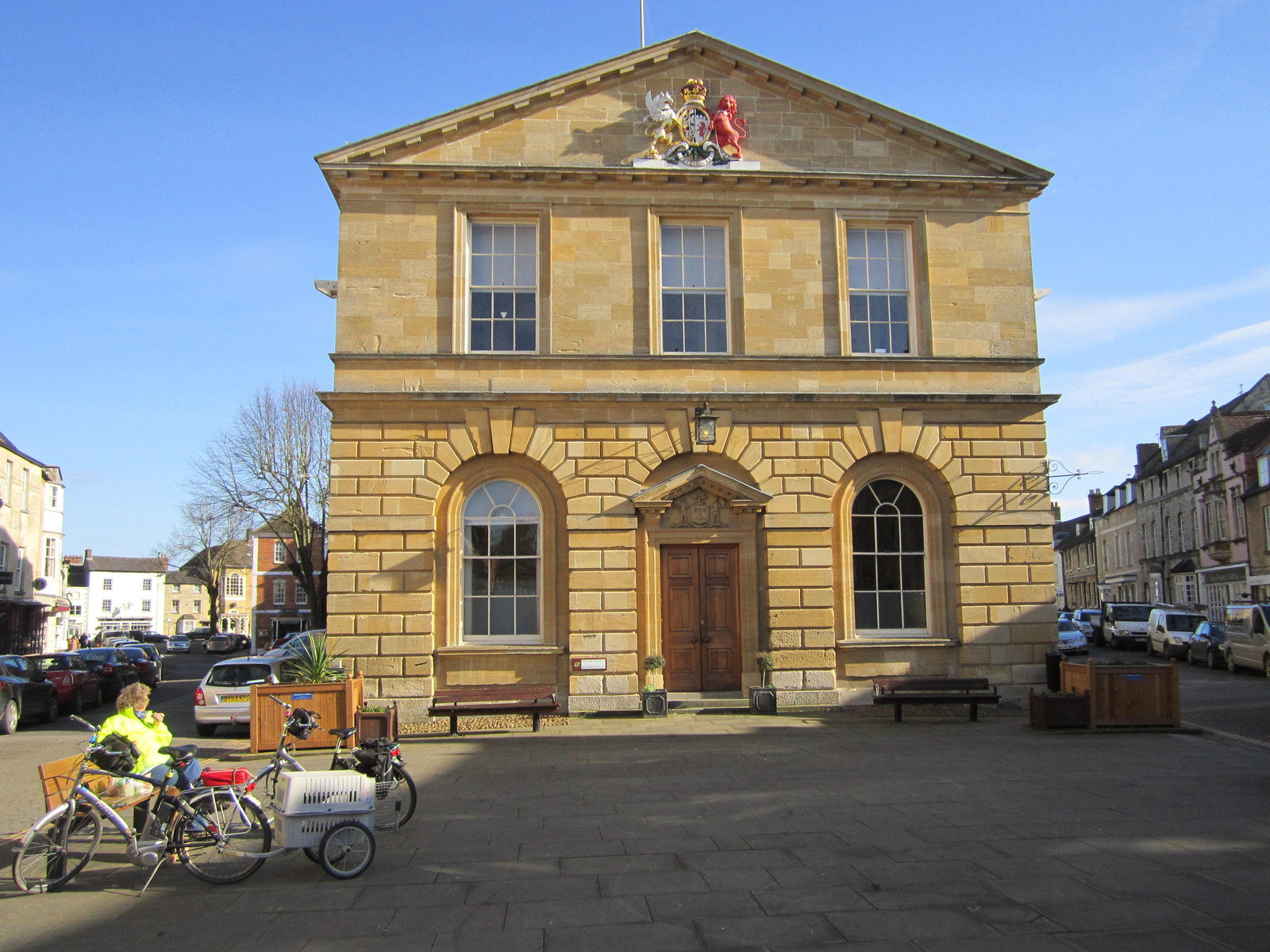
Prefeitura de Woodstock

## Citações
1. ↑  «Area: Woodstock (Parish): Key Figures for 2011 Census: Key Statistics». Neighbourhood Statistics. Office for National Statistics. Consultado em 12 de dezembro de 2014
2. ↑  Chisholm 1911.